# Карл Шварценберг
Карл I Філіп цу Шварценберг (нім. Karl Philipp zu Schwarzenberg; нар. 15 квітня 1771, Відень — пом. 15 жовтня 1820, Лейпциг) — князь Шварценберг, ландграф Клеттгау, граф Зульц, австрійський фельдмаршал і президент гофкрігсрату (з 1814 року). Головнокомандувач союзних військ, які воювали з Наполеоном I в Битві народів під Лейпцигом.

## Життєпис

### Ранні роки
Карл був сином Йоганна Непомука I Шварценберга, який належав до стародавнього франконського і богемського роду Шварценбергів. Розгалужений дворянський рід Шварценбергів був відомий з XII століття, в 1670 році імператор Леопольд I Габсбург звів Йоганна-Адольфа Шварценберга в князівську гідність Священної Римської імперії.
Шварценберг з 1788 року перебував на австрійській військовій службі, маючи звання молодшого лейтенанта, брав участь в 1788—1789 роках в турецькій кампанії і в ряді битв Війни першої коаліції разом з Юзефом Понятовским. Після штурму Шабацу отримав військове звання капітана. Ніс службу в лінійних підрозділах, потім при Головному штабі головнокомандувача фельдмаршала Лаудона. У 1790 році був підвищений у званні до майора.

### Революційні війни
Брав участь у Французьких революційних війнах, відзначився в битві при К'єврені 1 травня 1792 року, в тому ж році — в битвах при Філіппсбурзі і Естрефі, за які отримав звання підполковника і очолив фрайкор (в майбутньому полк) галицьких уланів. У 1794 році командував авангардним кавалерійським ескадроном в складі військ принца Кобурга. Брав участь в битвах при Неервіндені (18 березня 1793 року) і Тамарі (23 травня 1793 року). Згодом відзначився під час облоги Валансьєнна і 26 квітня 1794 року в битві у Ле-Като-Камбрезі, в якій очолив атаку об'єднаних сил свого полку і 12 ескадронів важкої англійської кавалерії, що вирішила результат всього бою. За цей бій прямо на полі бою отримав кавалерський хрест ордена Марії Терезії від імператора Франца II. У початку 1796 року отримав чин полковника з призначенням командиром кірасирського полку Валліш, що стояв біля Відня, але незабаром був переведений в кірасирський полк Цешвіца, бажаючи перебувати в діючій армії. У період 1795—1796 років перебував у військах Вурмзера і ерцгерцога Карла, брав участь у боях на Рейні і в Італії. У 1796 році проявив хоробрість у битві при Амберзі, а потім при Вюрцбурзі. Після перемоги в битві при Лімбурзі. (16-19 вересня 1796 року) йому було присвоєно звання генерал-майора; за іншими даними, це сталося ще 10 серпня 1796 року після Вюрцбурга. У 1797 році Шварценберг бився на Рейні під керівництвом ерцгерцога Карла, потім брав участь в облозі Келя під керівництвом фельдмаршал-лейтенанта фон Готце. Пізніше знову воював в Італії, потім при Мангеймі. У 1799 році командував дивізією, що перебувала в авангарді в складі армії ерцгерцога Карла, воював в Німеччині і Швейцарії. Під час битви при Гейдельберзі його війська успішно відбили натиск сил французького генерала Нея, після чого 3 вересня 1800 року він був підвищений до звання фельдмаршал-лейтенанта. Наприкінці того ж року він очолив 2-й уланський полк, названий з того часу на його честь. У невдалому для нього битві при Гогенлиндене з французькою армією командував дивізією і 1-й лінією правого крила армії; після розгрому забезпечував прикриття відступу австрійської армії за Енс.
У 1802 році його старший брат Йосип II цу Шварценберг уступив йому як другому в черзі спадкоємців створений ще в 1703 році Фердинандом цу Шварценбергом Другий майорат і передав у володіння замок Орлик. Згодом Карл Філіп розширив свої володіння і придбав замки Залужани, Збеніце і Буковани.

### Наполеонівські війни

Герб князів Шварценбергов

У кампанії того ж року очолював дивізію у військах генерала Мака, брав участь в битві при Ульмі, командуючи 14—15 жовтня 1805 року правим флангом австрійської армії. Після того як генерал Мак капітулював, Шварценберг разом з кількома полками кавалерії, які налічували 6—8 тисяч осіб, зумів разом з ерцгерцогом Фердинандом Австрійським організовано відступити в чеські землі, де в тому ж році був призначений віце-президентом Гофкрігсрату. Після підписання в 1807 році Тільзітського миру став послом в Петербурзі, вів переговори про підтримку Російською імперією Австрії в разі війни з Францією. За 2 дні до битви при Ваграмі повернувся до військової служби. Під час цієї битви очолював атаки кавалерії на лівому фланзі австрійської армії після її відступу керував діями ар'єргарду. 26 вересня 1809 року одержав підвищення до генерала від кавалерії.
У 1810 році, коли був підписаний Шенбруннський мир, став послом Австрії в Парижі і очолив переговори про шлюб Наполеона Бонапарта з австрійською ерцгерцогинею Марією Луїзою Австрійською, дочкою імператора Франца II. Під час цих переговорів заслужив довіру з боку Наполеона. Переговорам завадила пожежа, яка розпочалась в австрійському посольстві, у якій загинула сестра Марії Луїзи, Поліна фон Агенберг.
За укладеною 14 березня 1812 року угодою про альянс Австрія надавала Великої армії Франції для починалася війни допоміжний корпус чисельністю близько 30 тисяч осіб, командування яким за особистим бажанням Наполеона було покладено на Шварценберга. Під час російської кампанії князь привів допоміжний корпус в Люблін, форсував Буг і зупинився біля Пінська; в липні 1812 року його війська перебували на південному крилі армії Наполеона в районі Бреста. 12 серпня після просування до Кобрина спільно з корпусом під командуванням генерала Жана Реньє атакував частини російської 3-ї армії під командуванням генерала Тормасова, яка налічувала близько 18 тисяч осіб, в районі між Городечно і Піддубнею, обмежившись при цьому переважно артилерійським обстрілом (Городечанська битва). Під час кампанії дії Шварценберга відрізнялися великою обережністю, тому йому вдалося уникнути великих зіткнень з російськими військами. 18 вересня, коли з силами Тормасова з'єдналася Дунайська армія під командуванням Павла Чичагова, Шварценберг був змушений почати поступове відступ за Буг.
Після поразки головних сил французів при Березині корпус Шварценберга відступив в листопаді в Білосток і до Кракова, прикриваючи відступ корпусу Реньє. 2 жовтня 1812 року, коли корпус Шварценберга успішно досяг Галичині, Наполеон домігся у Франца II його підвищення до фельдмаршала. Потім кілька місяців не діяв в Пултуську. Після перемир'я з Росією Шварценберг прибув 17 квітня 1813 року до Франції як австрійський посол, зробивши марну спробу посередництва в підписанні миру між Росією і Францією. Ця місія не увінчалася успіхом, після чого він залишив Париж і прийняв командування військами в Богемії. Наприкінці червня 1813 року за намовою Меттерніха отримав верховне командування над союзною армією проти Наполеона. 12 вересня, коли Австрія офіційно приєдналася до антифранцузької коаліції, Шварценберг прийняв командування над дислокованою в північній Чехії союзною Богемською армією чисельністю близько 225—230 тисяч чоловік, лише наполовину складалася з австрійців. Іншу її половину становила російсько-прусська армія під командуванням Барклая-де-Толлі; російських солдатів в ній налічувалося близько 48 тисяч, начальником штабу при ній був лейтенант-фельдмаршал Йозеф Радецький. Командування об'єднаними силами трьох монархій було для Шварценберга досить важко, його дії часто виявлялися паралізовані такими, що суперечать один одному наказами.
Після походу до Саксонії Богемська армія була 26 серпня 1813 року переможена наполеонівськими військами в битві при Дрездені, після чого був змушена відступити назад до Богемії, до Рудних гір, де перебувала до початку жовтня. Незадовго до початку так званої «Битви народів» під Лейпцигом прусський король Фрідріх Вільгельм III нагородив Шварценберга 8 жовтня орденом Чорного орла. У відбулася 16—19 жовтня 1813 року за Лейпцигом битві Шварценберг безпосередньо командував військами на південному фланзі. Велика частина об'єднаних союзних військ раніше входила до складу його армії, а сам князь формально вважався головнокомандувачем. 16 жовтня його війська зійшлися з силами Наполеона між Вахау і Лібертволквіцом, здобувши 18 жовтня перемогу між Конневіц і Пробстхайдом і відтіснивши основні сили противника до Лейпцига. Поразка Наполеона в цій битві було нищівним. Після битви Шварценберга був вручений російський орден Святого Георгія 1-го класу 8 (20) жовтня 1813 року «за поразку Наполеона в трьох денному бою під Лейпцигом 4, 6 і 7 жовтня 1813 року». Після цієї перемоги, однак, Шварценберг діяв кілька нерішуче і не організував ефективного переслідування відступаючих наполеонівських військ. 11 жовтня 1813 року був нагороджений орденом Св. Андрія Первозванного.
Під час кампанії 1814 року Шварценберг продовжував діяти обережно: в лютому він зробив атаку на місто Ножан, проте був відбитий його гарнізоном, налічували 1200 чоловік. 17 лютого після декількох закінчилися невдачею маневрів і повної втрати ініціативи, він вирішив просити перемир'я. 18 лютого Наполеон здобув перемогу над армією кронпринца Вюртемберзького в битві при Монтро, втрати союзників в якої обчислювалися 6 тисячами людей і 15 гарматами. Шварценберг після цього відійшов до Труа, одночасно віддавши наказ Блюхеру з'єднатися з ним в районі Мері-сюр-Сен.

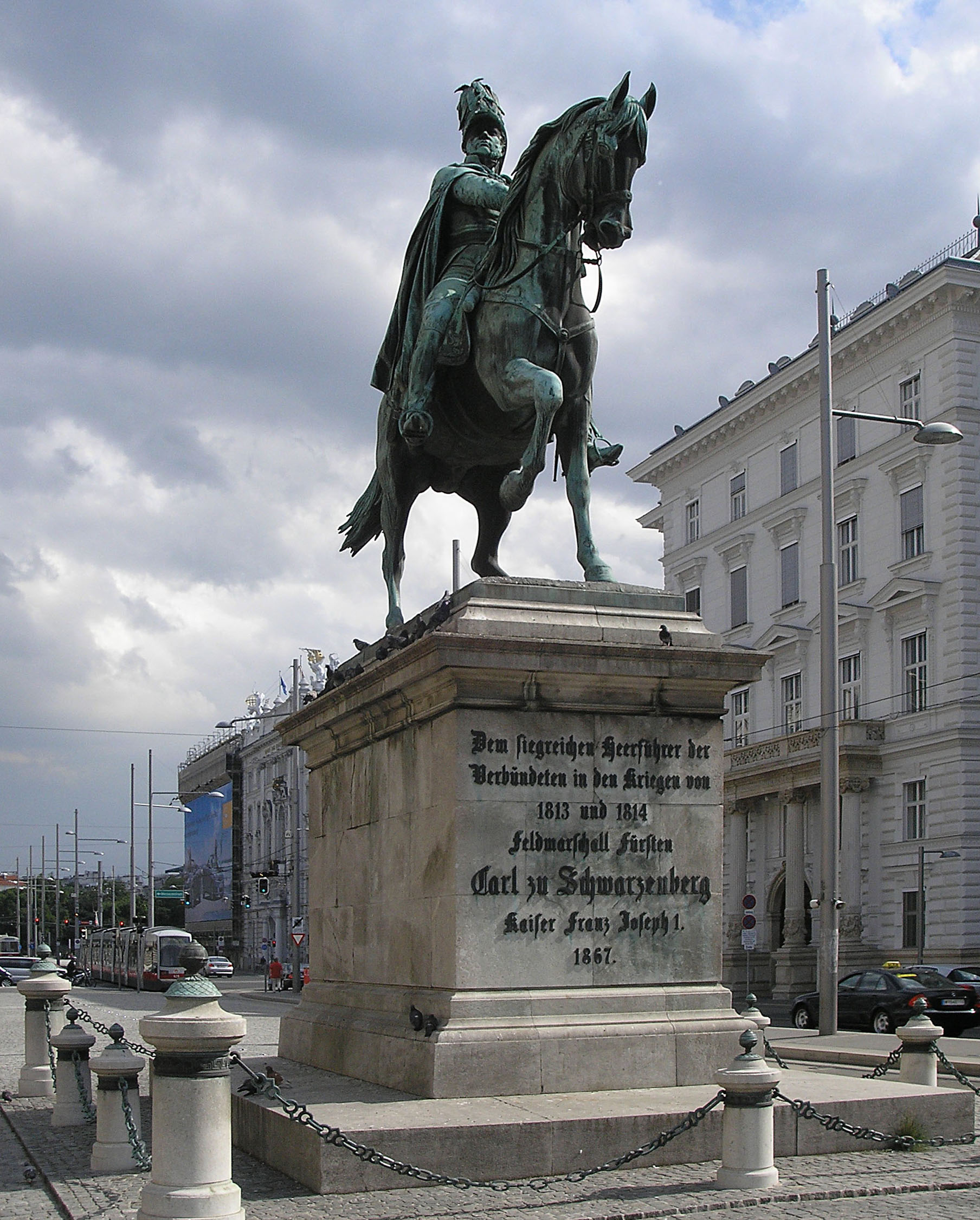
Пам'ятник фельдмаршалу Шварценбергу на Шварценбергплац у Відні

Через добу після відбувся об'єднання, під час військовій ради 22 лютого Шварценберг, перебільшивши в своїй промові ворожі сили майже в три рази, постановив продовжувати відступ. У той же день він наказав знову розділити Богемську і Сілезьку армії і лише 26 лютого, опинившись під тиском одночасно імператора Олександра I і короля Фрідріха Вільгельма III, почав повільне наступ в районі Бар-сюр-Об, де здобув перемогу над Шарлем Удіно. Після захоплення Наполеоном Реймса наступ на Сену Шварценбергом було відразу ж залишено, 17 березня війська за його наказом почали відходити до Труа. У битві при Арсі-сюр-Об він зумів правильно розгорнути свої сили і зрештою здобув перемогу, хоча спочатку зазнавав невдачі, а його нерозторопність під час віддачі наказів дозволила противнику уникнути повного знищення. 24 березня, знову відчуваючи тиск з боку російського імператора, Шварценберг почав наступ на Париж; 25 березня французькі війська зазнали поразки в битві при Фер-Шампенуазі, а через три дні, 28 березня, обидві армії союзників з'єдналися під Парижем. Шварценберг на чолі цих військ вступив у французьку столицю 31 березня 1814 року. Він був щедро нагороджений трьома отримали перемогу монархами і призначений Францем II на пост президента гофкрігсрата, військової ради Австрійської імперії. 5 травня 1814 року Шварценберг пішов з посади верховного головнокомандувача союзних військ і повернувся в свій маєток в Богемії. Після повернення Наполеона з вигнання на острові Ельба, в період так званих Ста днів, Шварценберг знову очолив австрійські війська, в той час все ще стояли в Хайльбронні в районі Верхнього Рейну. На чолі армії чисельністю в 210 тисяч чоловік він виступив з Шварцвальда і почав переправу через Рейн, однак біля Ле-Суффеля був зупинений невеликим загоном генерала Ж. Раппа. Незабаром після цього Наполеон вдруге зрікся французького престолу, і, таким чином, війська Шварценберга в останній кампанії проти французького імператора не зіграли ніякої суттєвої ролі. 17 липня він взяв участь у другому вступі союзних військ в Париж і після цього відбув назад в свої володіння в Орлику.

### Пізні роки
Здоров'я Шварценберга погіршилось після смерті його сестри Кароліни. 13 січня1817 року переніс інсульт, після чого пішов у відставку і деякий час провів на лікуванні в Карлсбаді. У наступні роки він все більше страждав від паралічу, в 1820 року переніс другий інсульт під час перебування в Лейпцигу, що призвело до різкого погіршення його стану. 15 жовтня 1820 року Шварценберг помер від наслідків другого удару. Його тіло супроводжували до кордону солдати королівської саксонської армії, де його передали австрійським солдатам, які доставили тіло до фамільного цвинтаря Шварценбергов у Віттінгау. Австрійський імператор Франц I оголосив в пам'ять про померлого триденний національний траур. Пізніше саркофаг з його тілом був похований в фамільній каплиці Шварценбергів в замковому парку Орлика поруч з Кожлі.

## Сім'я
Діти:
- Фрідріх I Карл цу Шварценберг (1800—1870)
- Карл II Філіп цу Шварценберг (1802—1858)
- Едмунд Леопольд Фрідріх цу Шварценберг (1803—1873) — австрійський фельдмаршал